# District nord-est
Le District nord-est est un district de la région Maekel de l'Érythrée. 